# Fab Five

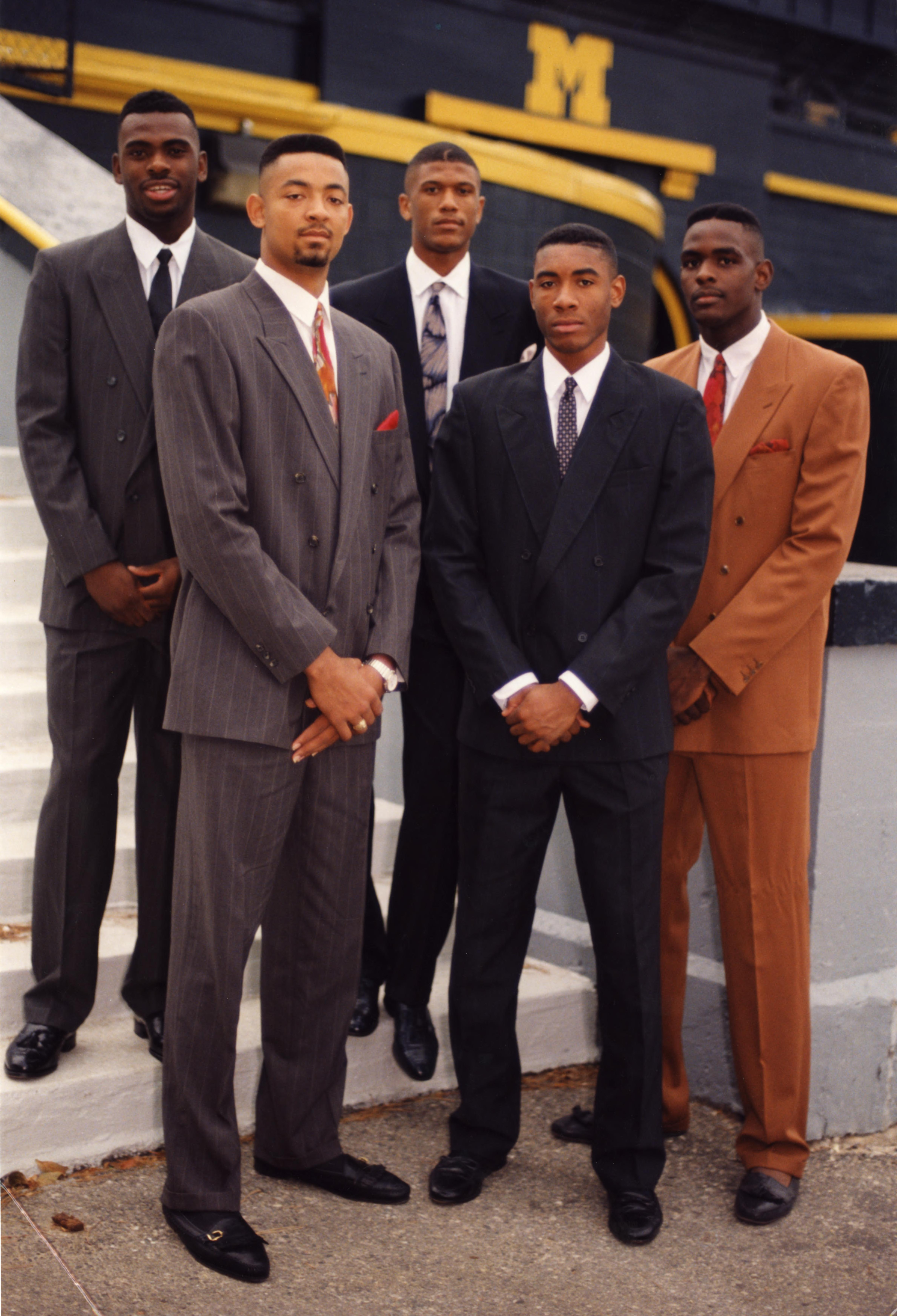
Os "Fab Five", da esquerda para à direita: Ray Jackson, Juwan Howard, Jalen Rose, Jimmy King e Chris Webber.

Fab Five, ou, em português, Os Cinco Fabulosos, foi como ficou conhecido o quinteto titular do time de basquetebol da Universidade de Michigan, em 1991-1992.
O quinteto, formado por Ray Jackson, Jimmy King, Juwan Howard, Chris Webber e Jalen Rose, é considerado por muitos o melhor recrutamento da NCAA (Liga Universitária dos Estados Unidos) de todos os tempos. Foram a primeira equipe (e ainda única), cujo quinteto inicial era composto na íntegra por calouros, a atingir a Final da NCAA.
Além disso, eles também foram responsáveis por alterar completamente os padrões dos uniformes da principal liga de basquete profissional do mundo, ao ignorarem as habituais roupas justas e curtas, e, ao melhor estilo “bad boys”, serem os pioneiros no uso de bermudas e roupas largas no basquete.
O documentário The Fab Five: Os Cinco Fantásticos, que conta a história deles, foi o responsável por registrar o maior índice de audiência de um documentário da ESPN nos Estados Unidos.

## Estatísticas
| Jogador      | Partidas | Pontos | Rebotes | Assistências | Bloqueios (Tocos) | Roubos de bola |
| Jimmy King   | 130      | 1,542  | 538     | 354          | 45                | 187            |
| Ray Jackson  | 125      | 1,262  | 579     | 300          | 42                | 119            |
| Jalen Rose   | 102      | 1,788  | 477     | 401          | 29                | 119            |
| Juwan Howard | 100      | 1,526  | 749     | 202          | 56                | 79             |
| Chris Webber | 70       | 1,218  | 702     | 166          | 174               | 103            |

- Fonte: ESPN[2]